# ماركوس توماس (لاعب كرة قدم أمريكية)
ماركوس توماس (بالإنجليزية: Marcus Thomas)‏ هو لاعب كرة قدم أمريكية أمريكي، ولد في 28 مايو 1984 في فينيكس في الولايات المتحدة.

## وصلات خارجية
- ماركوس توماس على موقع مرجع كرة القدم المحترفة.كوم (الإنجليزية)